# Nono Doutor
O Nono Doutor (em inglês:  Ninth Doctor) é uma encarnação do Doutor, o protagonista da série britânica de ficção científica Doctor Who. Ele é interpretado por Christopher Eccleston durante a primeira temporada de ressurgimento da série, em 2005. Dentro narrativa do programa, o Doutor é um alienígena humanoide viajante do tempo de uma raça conhecida como Senhores do Tempo. Quando ele está gravemente ferido, pode regenerar seu corpo, mas ao fazer isso, ganha uma nova aparência física e, com ela, uma nova personalidade.
A abordagem da equipe de produção para o personagem e a interpretação de Eccleston foram destacadas como sendo intencionalmente diferentes das suas antecessores, com o ator afirmando que seu personagem seria menos excêntrico. Para adaptar-se a um público do século XXI, o Doutor ganhou uma nova companheira, Rose Tyler, que foi projetada para ser tão independente e corajosa como ele mesmo. Ele também viaja brevemente com Adam Mitchell, um jovem gênio e interesseiro, que funciona como uma contraste para os companheiros anteriores, e Jack Harkness, um agente do tempo do século LI. O Doutor, Rose e Jack formam uma equipe unida, mas são separados no final da temporada na qual cada personagem tem que tomar decisões difíceis e enfrentar sacrifícios.
Em 2006, os leitores da Doctor Who Magazine votaram o Doutor de Eccleston como o terceiro Doutor mais popular de toda a série. Tanto a imprensa como os críticos de ficção científica em geral creditam o personagem e Eccleston como essenciais para o restabelecimento da série após o seu hiato entre 1996 e 2005. A interação do personagem com seus arqui-inimigos, os Daleks, foi particularmente elogiada. Eccleston ganhou vários prêmios por sua única temporada, incluindo o National Television Award de melhor ator em 2005.

## Aparições

### Televisão
O Nono Doutor aparece pela primeira vez no episódio "Rose", onde ele salva uma vendedora de 19 anos de idade chamada Rose Tyler de um ataque Auton na loja de departamentos onde ela trabalha. Depois de Rose ajudar o Doutor a derrotar a Consciência Nestene, ele a convida para viajar com ele na TARDIS. Em sua primeira viagem, ele a leva para testemunhar a destruição do planeta Terra no ano de cinco bilhões. E é revelado que própria espécie do Doutor, os Senhores do Tempo, foram destruídos e que ele é o último de sua espécie. Na sequência eles visitam Cardiff, em 1869, onde eles encontram o autor Charles Dickens, do qual o Doutor afirma ser um grande fã. Quando confrontado com uma situação de quase morte, o Doutor diz a Rose que ele estava feliz por tê-la conhecido. Ao levar Rose para casa o Doutor acidentalmente retorna à Terra 12 meses depois de quando eles partiram. Por causa de suas ações, ele é tratado como um predador da Internet pela mãe de Rose, Jackie e o namorado dela, Mickey que se tornou suspeito de assassinar Rose. Depois de Mickey ajuda o Doutor e Rose a derrotar os Slitheen com um disparo de míssil em sua base em 10 Downing Street, o Doutor oferece a Mickey um lugar na TARDIS com eles, mas ele se recusa. No episódio "Dalek" o Doutor encontra um Dalek, embora tivesse acreditado que a raça estaria extinta quando a "Guerra do Tempo" entre os Senhores do Tempo e os Daleks terminou com a aniquilação mútua de ambas as raças, um evento pelo qual o próprio Doutor era responsável. O Doutor tortura o Dalek sobrevivente e, no final do episódio tenta matá-lo a sangue frio. Mas ele se abstém quando Rose chama sua atenção sobre isto.
Adam Mitchell junta-se ao Doutor e Rose, como companheiro no final de "Dalek". No entanto, quando ele tenta contrabandear conhecimento futuro do Satélite Cinco no ano 200.000 de volta para seu próprio tempo em "The Long Game " o Doutor expulsa-o da TARDIS. O Doutor fica irritado com Rose, depois que ele a leva para o evento da morte do seu pai Pete Tyler e ela salva sua vida, causando um paradoxo. No entanto, quando Pete morre para restaurar a linha do tempo, o Doutor mostra compaixão e encoraja Rose a sentar-se ao seu lado enquanto ele morre.
Depois de conhecer o Capitão Jack Harkness, um e ex Agente do Tempo do século LI, em 1941, o Doutor percebe que Jack foi o responsável pela libertação de uma praga nanotecnológica mortal que varreria a raça humana transformando os seres humanos em zumbis com máscaras de gás. Após a resolução da situação Jack se prepara para se sacrificar, mas o Doutor o salva e o convida para a bordo da TARDIS. Quando o Doutor encontra Blon, a única Slitheen sobrevivente à explosão em Downing Street, ele tem dúvidas sobre se deve ou não mandá-la ao seu planeta natal para ser executada. Durante este episódio o Doutor percebe que ele e Rose se mantiveram em contato com as palavras "Bad Wolf". No episódio "Bad Wolf" o Doutor, Rose, e Jack encontram-se à mercê da Bad Wolf Corporation com sede no Satélite Cinco. No entanto, o verdadeiro inimigo é revelado como sendo os Daleks, o Dalek Imperador tendo também sobrevivido à Guerra do Tempo e tinha reconstruído a raça Dalek.
O Doutor envia Rose, de volta para o século XXI para protegê-la antes de tentar destruir o exército Dalek. Quando ele percebe que ao fazer isso iria destruir a maior parte do planeta Terra ele é incapaz de fazer isso, proclamando que ele preferia ser um covarde do que um assassino. E Rose tendo absorvido as energias do vortex temporal, é capaz de retornar para o Doutor e destruir os os Daleks. E para salvar Rose de ser morta por abrigar o vórtice temporal, o Doutor remove os efeitos nocivos ao beijá-la. No entanto, os danos a suas células fazem com que ele se regenere e o Décimo Doutor (David Tennant) toma o seu lugar.
As origens do Nono Doutor não são originalmente exploradas em 2005, mas foram exploradas no especial de 50 anos da série, "The Day of the Doctor", em 2013. Como consequência da Guerra do Tempo, o War Doctor (John Hurt) sucumbe à idade. A cena de regeneração é interrompida antes da imagem de Eccleston poder ser totalmente vista, como o ator se recusou a voltar para o episódio. Mas Eccleston continua a ser exibido no banco de videos e fotos ao lado de outros Doutores passados.

## Ligações Externas
- "O Nono Doutor", Doctor Who, Reino Unido: BBC.
- Doctor Who 2005 Série Trailer